# Sévry
Sévry ist eine französische Gemeinde mit 62 Einwohnern (Stand: 1. Januar 2022) im Département Cher in der Region Centre-Val de Loire. Sie gehört zum Arrondissement Bourges und zum Gemeindeverband Berry-Loire-Vauvise.

## Geografie
Die Gemeinde liegt im Berry etwa 35 Kilometer ostnordöstlich von Bourges. Sie wird umgeben von den Nachbargemeinden Lugny-Champagne im Norden, Charentonnay im Osten, Couy im Süden sowie Chaumoux-Marcilly im Westen.

## Bevölkerungsentwicklung
| Jahr                       | 1962 | 1968 | 1975 | 1982 | 1990 | 1999 | 2007 | 2019 |
| Einwohner                  | 99   | 78   | 58   | 69   | 57   | 73   | 71   | 58   |
| Quellen: Cassini und INSEE |      |      |      |      |      |      |      |      |

## Sehenswürdigkeiten
- Schloss Sévry